# María Espinosa de los Monteros
María Espinosa de los Monteros y Díaz de Santiago (Estepona, 13 de mayo de 1875—Alicante, 13 de diciembre de 1946), cuyo nombre real es María Espinosa Díaz, fue una activista en la lucha por los derechos civiles y políticos de las mujeres, fue socia fundadora de la Asociación Nacional de Mujeres Españolas, de la que fue presidenta hasta 1924. Dirigió, con plenos poderes, la delegación en España de la casa de máquinas de escribir Yost, hasta que en 1921 fue sustituida por un equipo directivo compuesto por tres varones. Fue designada por Primo de Rivera, en 1926, para ejercer el cargo de concejala en el ayuntamiento de Segovia.

## Biografía
Según el Registro Civil, María Espinosa Díaz nacía a las 5 de la mañana del día 13 del mes de mayo en Estepona (Málaga) en 1875, hija de Antonio Espinosa Aguilar y Juana Díaz Martín, ambos vecinos de Estepona. El número 126 de la calle Real, fue su lugar del nacimiento y su domicilio los primeros años. Se trasladó a Madrid con su madre cuando esta contrajo segundas nupcias. En 1895, María había viajado a Francia e Inglaterra y fue allí donde se encontró sistemas empresariales que incluían a las mujeres. Se interesó por la introducción en España de las máquinas de escribir Yost, que se fabricaban en Estados Unidos. Intuyó que a través de la mecanografía se podía proporcionar empleo y formación a miles de mujeres jóvenes. En 1898 con 22 años, se convirtió en directora de un establecimiento comercial de The Yost Typewriter Company Limited, recién creado en Madrid, que sería conocido como la Casa Yost. (Se deduce de una noticia aparecida en 1916 en la revista Esfera, diciendo que se le regala un busto en bronce por el personal de la empresa por ella dirigida. Esto tiene lugar tras 19 años como directora.)
En algún momento, a finales del siglo XIX, añadió inexplicablemente los apellidos "de los Monteros" y "de Santiago" a sus apellidos reales. María se casó, en 1905, con 30 años, con Antonio Torres Chacón. El matrimonio tuvo dos hijos, Antonio y Álvaro. Seis años después, en 1911, se divorció.
Siendo muy joven, se convirtió en la directora general y presidente de la casa de máquinas de escribir Yost Writing Machine Company, fabricadas en Bridgeport (Connecticut, USA). La Mecanografía abría un horizonte laboral nuevo. Para promocionar la marca, la empresa convocó un concurso de mecanografía, tras cuya celebración, agradeció públicamente la colaboración desinteresada de la representante en España. El Diario ABC de cinco de octubre de 1912 relataba la noticia. En 1921, el mismo diario publicaba la revocación de poderes notariales otorgados a favor de María Espinosa y daba a conocer el nombre de los tres varones que integraban del nuevo equipo directivo. Los nuevos directivos habían venido siendo el jefe de contabilidad, el subdirector de Madrid y el Inspector de sucursales de provincias y sustituyeron a María Espinosa que había sido la directora durante más de veinte años.
El espíritu empresarial la habían llevado, en 1911, junto a Ana Picard, a iniciar los trámites para la comercialización de “Aguas de Morataliz”, que fue autorizada en 1915. Al año siguiente, Espinosa de los Monteros fue elegida, por unanimidad, vocal de la Asociación de Propietarios de Balnearios.
En 1915 le fue concedido el ingreso en la Orden Civil de Alfonso XII, por el Ministerio de Instrucción y Bellas Artes. Había sido recomendada por Emilia Mª de Torres.
A los 43 años de edad, en octubre de 1918 y en su domicilio de la calle Barquillo 4, en Madrid, fundó uno de los órganos feministas de España, la Asociación Nacional de Mujeres Españolas (ANME). Presidió esta asociación hasta 1924 y redactó personalmente el Programa de Puntos de la misma. Estaba dirigido a mejorar la condición de la mujer y abogar por sus derechos civiles y políticos.
El 22 de enero de 1920, dictó su conferencia Influencia del feminismo en la Legislación Contemporánea en la Real Academia de Jurisprudencia y Legislación. En febrero de 1920 pronunció otra titulada La Emancipación de la Mujer en el Ilustre Colegio de Abogados de Barcelona.
El 27 de diciembre de 1920 fue nombrada Hija Predilecta de Estepona, cargo otorgado por el Ayuntamiento de dicha ciudad. En octubre de ese mismo año dejaba sus cargos en la ANME y el CSFE. En 1926 fue designada por Primo de Rivera para ejercer el cargo de concejala en el ayuntamiento de Segovia. De esta forma se convirtió en una de las mujeres que, por primera vez, ejercían el cargo de concejal.
Fue socia del Lyceum Club femenino, asociación fundada en 1926 y cuya primera presidenta fue María de Maeztu.
Espinosa murió el 18 de diciembre de 1946 en Alicante, tras una enfermedad de pulmón.

### Activismo feminista
María Espinosa de los Monteros realizó una gran lucha feminista. El 20 de octubre de 1918, un grupo de mujeres formado a instancias de Celsia Regis, decidió reunirse en el despacho de María Espinosa de los Monteros, para formar una organización feminista que denominaron Asociación Nacional de Mujeres Españolas (ANME). María Espinosa fue elegida la primera presidenta. Entre las asociadas estaban Benita Asas Manterola, Clara Campoamor, Elisa Soriano Fisher, María de Maeztu, Julia Peguero Sanz y Victoria Kent.
La ANME era una organización interclasista y sin adscripción ideológica. Sus objetivos eran conseguir la igualdad de derechos de la mujer, especialmente en lo referente al voto político, la elección de cargos, la composición de tribunales, la vida familiar, el acceso a profesiones liberales y la remuneración económica del trabajo. También abogaba a favor de la lucha contra la prostitución, la creación de escuelas para empleadas domésticas e hijos de obreras, la defensa de la lactancia o la denuncia del maltrato a la infancia. Entre sus primeras medidas, la ANME adquirió una contrata por valor de 125000 pesetas para emplear a cincuenta de sus afiliadas más humildes en la confección de ropa para el Ejército, con un jornal de cuatro pesetas (en lugar de las 1,75 o 2,25 que se pagaban normalmente). También la ANME promovió la creación de la Juventud Universitaria Feminista, liderada por Maeztu, Soriano y Campoamor con el objetivo de conectar con grupos feministas extranjeros a través de la participación en organizaciones internacionales de mujeres.
La ANME, creó un periódico, Mundo femenino, que se utilizaba como órgano oficial de la Asociación Nacional de Mujeres Españolas. Contenía artículos y noticias sobre las actividades feministas. Su primer número apareció el 25 de marzo de 1921 y su periodicidad fue mensual. Su último número fue en 1936.
Siendo presidenta María Espinosa de los Monteros, en 1919, se constituyó el Consejo Supremo Feminista integrado por cinco asociaciones: la Sociedad Progresiva Femenina, la Liga Española para el Progreso de la Mujer, la ANME, la Sociedad Concepción Arenal de Valencia y la Asociación La Mujer del Porvenir de Barcelona. La lucha feminista de María Espinosa no solo se redujo a la ANME, sino que también fue presidenta de Consejo Supremo Feminista de España (CSFE), pero, quizás, la mayor lucha por el feminismo de María Espinosa, fue demostrar que una mujer también podía obtener cargos de prestigio. Con su esfuerzo, quería ser un ejemplo para la sociedad y para las mujeres.  

Se comenzaba a constituir una identidad colectiva feminista, un «nosotras articulado en función de los intereses específicos de las mujeres en tanto que mujeres, con capacidad de abstraerse de las diferencias que por fuerza habría de tener “un sujeto colectivo”

María Espinosa fue «una mujer de transición» en el desarrollo del feminismo de la igualdad en España, una de aquellas mujeres que «apuntan a la igualdad pero todavía parten de la diferencia.» En sus escritos y conferencias defendió los derechos civiles, con una "fuerza intelectual" como la que se aprecia en la conferencia titulada  “Influencia del feminismo en la Legislación Contemporánea" que impartió ante la Real Academia de Jurisprudencia y Legislación y en cuya Revista está publicada o como en la que pronunció en el Ilustre Colegio de Abogados de Barcelona, bajo el tema «La emancipación de la Mujer».
A partir de finales de los años 20, siendo así que Espinosa de los Monteros centraba su campaña en los derechos civiles, Benita Asas Manterola, en su función de portavoz de ANME, comenzó a publicar en Mundo Femenino en tono reivindicativo, produciéndose una radicalización política hacia la igualdad y el sufragismo. Asas Manterola sucedió a Espinosa de los Monteros en la presidencia de la Asociación.
No tuvo nunca el apoyo de partidos políticos ni la iglesia, manteniéndose con las aportaciones de sus miembros y sin local propio.
El 1 de octubre de 1931 se aprueba el voto femenino en las Cortes Españolas, parte de ese logro hay que atribuírselo a María Espinosa y a las mujeres que trabajaron durante mucho tiempo antes para alcanzar ese logro.

### Conferencia en la Real Academia Española de Jurisprudencia y Legislación.
Esta conferencia tiene lugar el 22 de enero de 1920. Fue presentada por Francisco Bergamín García, presidente de la Real Academia.
La conferencia de María Espinosa de los Monteros ha sido analizada con detalle al tratarse de un documento decisivo. Llama la atención la constante referencia a la unidad de la patria en un contexto feminista y de lucha por los derechos políticos y laborales de la mujer, de vindicación de mejores condiciones de vida y salud, de reclamación de instrucción pública.
Comienza su alocución con un exhaustivo repaso a los avances legislativos a favor de los derechos de las mujeres. Durante el discurso, proyecta varias ideas, como por ejemplo: la bondad de las mujeres, su capacidad para hacer una política más limpia y orientada al interés general, su apoyo decidido a la igualdad entre los sexos, la convicción de que la mujer se debe a la esfera privada, al hogar, la familia y los hijos. También expone la parte económica de su programa y la petición de contar en los centros de trabajo con espacios apropiados para las mujeres trabajadoras.
Siguió con el Programa de su Asociación, haciendo un reconocimiento a mujeres del magisterio, como: Matilde García del Real, María de Maeztu y María de la Rigada. Así como recordando a figuras femeninas tanto históricas como literarias.
Por último explica su rechazo a la celebración del Congreso a celebrarse por la Alianza Internacional Sufragista, por las condiciones que impusieron: el que ninguna asociación española podía intervenir (porque no estaban adheridas) y el no uso del español en las intervenciones. Ante aquella actitud las sufragistas desistieron de celebrar su Congreso en Madrid.

## Premios y distinciones
- Cruz de la Orden Civil de Alfonso XII por el Ministerio de Instrucción y Bellas Artes, en 1915. Tuvo por ello tratamiento de Excelentísima Señora.[15]
- Hija Predilecta de Estepona en 27 de diciembre de 1920, en cuyo reconocimiento, una calle lleva su nombre.
- La Sociedad de obreros “La Benéfica Carloteña” de Vallecas, la nombró Presidenta Honoraria el 20 de abril de 1916.
- Premio Nacional María Espinosa. Creado por el Ministerio de Cultura, mediante Orden de 13 de septiembre de 1978 (BOE de 25. 07. 1978, pág. 22378) y derogado por Orden de 25 de junio de 1984.[16]

### Los premios María Espinosa de los Monteros.
Este premio fue creado por el Ministerio de Cultura, mediante Orden de 13 de septiembre de 1978 y derogado por Orden de 25 de junio de 1984. El objetivo del Premio María Espinosa era:
“(...) galardonar los mejores trabajos científicos y periodísticos que traten la situación jurídica, social, laboral y cultural de la mujer en España, así como los referidos a su integración y equiparación en la actual sociedad".
Algunos de los trabajos galardonados fueron: en 1978, 
- La actuación de la mujer en Las Cortes de la II República, por Esperanza García Méndez.[18]

- En 1980, El trabajo y la educación de la mujer en España, por Rosa Mª Capel Martínez.[19]

- En 1983, Liberalismo, marxismo y feminismo, por Carmen Elejabeitia Tavera.[20]